# Голуб Василь Григорович
Василь Григорович Голуб (26 березня 1946, Кам'янка, Диканський район, Полтавська область, Українська РСР, СРСР) — український актор. Народний артист України (2006).

## Біографія
1967 року закінчив Снятинське культурно-освітнє училище. Далі: клубний працівник, керівник самодіяльного театрального колективу. У 1971 році закінчив Київський інститут театрального мистецтва ім. І. Карпенка-Карого за спеціальністю «Актор драмтеатру і кіно» (курс Михайла Карасьова). Того ж року почав працювати в Полтавському театрі ім. Миколи Гоголя. Має прекрасні вокальні дані. Виконавець головних партій у музичному репертуарі, концертних програмах. За час роботи в театрі створив низку різнопланових ролей.
1992 року — присвоєно звання «Заслужений артист України». 2006 року — присвоєно звання «Народний артист України». 2008 — відзначений дипломом «За збереження і розвиток традицій реалістичного мистецтва в акторській майстерності» Всеукраїнського театрального фестивалю «Браво, Гоголь!» за роль Спирида у виставі «Вій».

## Театральні ролі
| Роль                           | Вистава                                         |
| ------------------------------ | ----------------------------------------------- |
| Микола, Виборний               | «Наталка Полтавка» І. Котляревський             |
| Чаклун                         | «Страшна помста» за М. Гоголем                  |
| Потап                          | «Ой, не ходи, Грицю...» М. Старицький           |
| Халява                         | «Вій» М. Кропивницький                          |
| Левко                          | «Майська ніч» за М. Гоголем                     |
| Стецько, Прокіп                | «Сватання на Гончарівці» Г. Квітка-Основ'яненко |
| Евріал                         | «Енеїда» В. Котляр за І. Котляревським          |
| Юліан                          | «Засватана-невінчана» В. Бегма, М. Ткач         |
| Карась                         | «Запорожець за Дунаєм» С. Гулак-Артемовський    |
| Федір                          | «Голубі олені» О. Коломієць                     |
| Палі Рач                       | «Циган-прем'єр» І. Кальман                      |
| Олексій Сомов                  | «Трембіта» Ю. Мілютін                           |
| Цезар Гааль                    | «Вільний вітер» І. Дунаєвський                  |
| Степан                         | "Маруся Богуславка" М. Старицький               |
| Подкольосін                    | «Одруження» М. Гоголь                           |
| Гриць, Цибуля, Солопій Черевик | «Сорочинський ярмарок» М. Старицький            |
| Козолуп                        | «Фортеця» Л. Бразов                             |
| Спирид                         | «Вій», Н. Садур за М. Гоголем                   |
| Тарас Бульба                   | «Легенда про Тараса»                            |
| Іван                           | «Безталанна»                                    |
| Еак                            | «Енеїда»                                        |
| Дядько Лев                     | «Лісова пісня»                                  |
| Геврасій                       | «Мартин Боруля»                                 |
| Хома Кичатий                   | «Назар Стодоля»                                 |
| Чуб                            | "Ніч перед Різдвом"                             |
| Ребе, Лейзер-Вольф             | «Тев'є-Тевель»                                  |
| Сеньйор Помідор                | «Чіполліно»                                     |
| Прокіп Сірко                   | «За двома зайцями»                              |
| Тарас Шевченко                 | «В степу безкраїм за Уралом»                    |
| Трохим                         | «Наймичка»                                      |
| Дід Мороз                      | «Новорічні пригоди Маші та Віті»                |
| Іван Мазепа                    | «Остання любов Гетьмана»                        |
| Омелько Кайдаш                 | «Кайдашева сім'я»                               |
| Понтій Пілат                   | «Майстер і Маргарита»                           |